# 플라이 아웃

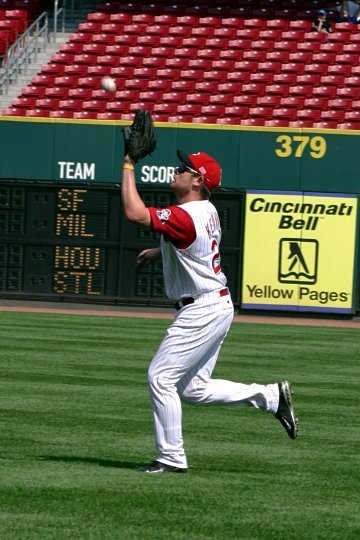
플라이 아웃

플라이 아웃(Fly Out)은 타자가 친 공을 9명의 야수 중 한 명이 땅 또는 펜스에 닿지 않은 상태에서 잡을 때 타자에게 선언하는 아웃이다. 뜬공 혹은 뜬볼이라고도 하며, 간단히 FO라고 표기하기도 한다.  플라이 아웃이 되면 주자들은 귀루해야 한다. 수비수가 공을 잡기 전에 진루를 하는 경우, 수비수가 주자의 본 루를 밟으면 포스 아웃이 된다. 수비수가 공을 잡은 이후에는 진루를 할 수 있다.

## 희생 플라이
노아웃 혹은 원아웃 상황에서 3루 주자가 있을 때에 투수가 던진 공을 타자가 쳐서 3루 주자의 득점이 인정될 경우를 말한다. 이때, 타자는 아웃이 아닌 희생타로 기록된다 (단 주자 노아웃 혹은 원아웃 상황에서 주자가 1루, 2루에 있을 때 외야 플라이를 쳐서 진루타가 될 경우에는 번트 타구처럼 희생타가 주어지지 않는다).

## 파울 플라이
파울라인을 벗어난 타구를 잡는 것이다. 볼데드가 아닌 페어 상태로 포스 아웃과 희생 플라이가 가능하다.